# Чегар
Споменик на брду Чегар, надомак Ниша, подигнут је на месту где се одвијала чувена битка из Првог српског устанка, у знак сећања на погинуле војнике и њиховог команданта Стевана Синђелића. Споменик на Чегру представља непокретно културно добро као знаменито место од изузетног значаја.
Данашњи споменик у облику куле — симбола српског војног логора. Подигнут је поводом педесетогодишњице ослобођења Ниша од Османског царства, 1. јуна 1927. Првобитни споменик је остао у ниши новог, изнад којег је 1928. године постављено бронзано попрсје Стевана Синђелића, рад вајара Славка Милетића.

## Битка на Чегру
Недалеко од села Каменица, североисточно од Ниша, налази се узвишење Чегар, познато историјско место по бици из Првог српског устанка. На платоу узвишења, где је био шанац ресавског војводе Стевана Синђелића, 31. маја 1809. године дошло је до Чегарске битке. Командант српских устаника на Чегру, Стеван Синђелић остварио је тада херојски подухват. Пуцањем у барутану, када је већина српских бранилаца погинула, покушао је да заустави продор Турака који су стално надолазили. После битке су браниоци имали губитке од 4.000 војника, док су бројчано надмоћнији турски одреди имали губитке од чак 16.000 војника. Због тога је турски паша, у знак одмазде наредио исте године да се од глава изгинулих Срба на Чегру изгради Ћеле кула на улазу у Ниш.

## Спомен обележја на Чегру
Чегар заузима посебно место у историји борбе за слободу и независност наших народа. Стога је два пута обележаван споменицима.

### Прво спомен обележје
Прво обележје места на коме се налазио шанац Стевана Синђелића и где се одиграла Чегарска битка, подигнут је 4. јула 1878. Имао је облик мање пирамиде од гранита, са два натписа: „Војводи Стевану Синђелићу и његовим неумрлим јунацима, који овде славно изгибоше 19. маја. 1809. нападајући Ниш“ и, на другој страни: „Књаз Милан М. Обреновић IV и његова храбра војска покајаше их освојивши Ниш 28. децембра 1877.
Споменик је откривен у присуству кнеза Милана, шест месеци после ослобођења Ниша од Турака и уједно представља први споменик подигнут у ослобођеном Нишу.

### Друго спомен обележје
Данашњи споменик у облику куле - симбола војног утврђења, изграђен је поводом педесете годишњице ослобођења Ниша, а откривен је 1. јуна 1927. године. Постављен је на истом месту као и старо спомен обележје које је остало у ниши новог споменика.

## Изглед споменика
Споменик је изграђен по пројекту руског архитекте, емигранта Јулијана Љ. Дјупона. Архитектура споменика је уједно архитектура карактеристична за период између два светска века, када су чести спојеви романтизма и декоративних елемената националне средњовековне архитектуре. Кула квадратне основе стоји на постаменту са блао закошеним ивицама. Завршно кубе на осмоугаоном тамбуру је логичан завршетак композиције. Декорација је богата, али не и претерана. Фасада куле, са отворима и кружним розетама, изведена је у алтернацији опеке и малтер, а доњи део, са прилазним степеништем, начињен је од камених блокова из Нишке тврђаве, са Виник капије, коју је Војска 1927. године порушила, уводећи железничку пругу.
Биста Стевана Синђелића накнадно је постављена, уместо барељефа са његовим ликом, изнад кога је била фигура орла. Биста је дело нишког вајара хрватског порекла, Славка Милетића.

## Значај
Осим што је био у функцији величања подвига националног хероја, споменик је имао и снажан национално-династички карактер, јер је повезивао подвиге војводе Стевана Синђелића са чином освајања Ниша под кнезом Миланом Обреновићем.

## Скрнављење споменика
Дана 10. јуна 2013, само десет дана након прославе 204. годишњице Боја на Чегру, непозната група људи, за које се може претпоставити да су симпатизери или чланови навијача ФК Партизан је на споменику исписала фазониране иницијале надимка навијачке групе Партизана Јужни Фронт (1970 ЈФ) као и велико НК на споменику и Цартел 1970.

## Реконструкција споменика
Последња реконструкција споменика била је још давне 2008. године. Фебруара месеца 2024. године, након година одлагања, почела је обнова самог спомен парка. Априла месеца је ова реконструкција и завршена како би споменик био спреман за обележавање 215 година од Чегарске битке. Поред саме реконструкције споменика, одрађена је и реконструкција пута до Цркве Свете Петке, која се налази у непосредној близини. На овој реконструкцији радили су заједно Завод за заштиту споменика културе, Град Ниш и Градска општина Пантелеј, а финансирана је од стране Министарства за рад, борачка и социјална питања. Поред самог споменика, уређен је комплетно и парк који окружује исти. Споменик је поново засијао правим сјајем. 

## Галерија
- Стеван Синђелић
- Топ на Чегру
- Прилаз споменику на Чегру
- Степенице у унутрашњем делу споменика на Чегру
- Рестауиран топ
- Централни поглед на кулу
- Споменик Стевану Синђелићу
- Споменик војводи Стевану Синђелићу
- Кула са бочне стране
- Детаљ фасаде централне куле
- Поглед на спомен парк са куле